# Furia ciega
Furia ciega (original en inglés: Blind Fury) es una película estadounidense de acción de 1989 dirigida por Phillip Noyce y protagonizada por Rutger Hauer y Terry O'Quinn. El film y su personaje principal están basados en el clásico personaje japonés Zatoichi, protagonista de una extensa y consagrada saga de films de samuráis y yakuza.
Furia ciega es considerada como una adaptación de la entrada N° 17 en la serie original de Zatoichi. El film es también considerado como una adaptación de uno de los films de Zatoichi, conocido internacionalmente como Zatoichi Challenged. El guion y argumento fueron escritos por Charles Robert Carner, basados en el guion de Ryôzô Kasahara para Zatoichi Challenged.

## Argumento
Mientras servían en Vietnam Nick Parker (Rutger Hauer) y su mejor amigo Frank Deveraux (Terry O'Quinn) se ven atrapados en medio de un ataque enemigo, Frank huye dejando a su suerte a Nick, quien recibe la explosión de un mortero en el rostro, es dado por muerto y rescatado por los aldeanos locales gracias a quienes recupera su salud, aunque pierde permanentemente la vista; sin embargo, es entrenado por éstos para dominar sus otros sentidos y ser un experto espadachín; tras años de adiestramiento Nick se ha vuelto autosuficiente por lo que se despide de ellos y regresa a América.
Años más tarde, después de haber regresado a Estados Unidos, Nick es un hombre de apariencia estrafalaria, viste una larga gabardina blanca, siempre viaja a pie a pesar de su ceguera, usa una tosca vara como bastón guía y gusta fingir ingenuidad frente a los desconocidos. Aunque decide finalmente visitar a Frank por primera vez desde que fue dado por muerto, cuando llega a su casa descubre que Deveraux está desaparecido. Parker conoce al rebelde hijo de Frank, Billy (Brandon Call) y a su madre Lynn (Meg Foster), la exesposa de Frank, quien le explica como este se involucró con gente peligrosa y terminó abandonándolos. Minutos más tarde Slag (Randall "Tex" Cobb), el hombre de confianza de Claude MacCready (Noble Willingham), el malvado jefe de Frank, llega con dos policías corruptos para secuestrar a Billy y usarlo para amenazar a Frank. Nick se enfrenta a ellos revelando que dentro de su bastón oculta una espada con la cual asesina a los oficiales, Billy queda inconsciente, pero Slag hiere mortalmente a la madre antes de escapar. Con sus últimas palabras, Lynn pide a Nick que lleve al niño con su padre en Reno, Nevada.
Inicialmente Nick oculta al niño la muerte de su madre, explicando que le encargó llevarlo de viaje en bus para visitar a su padre, sin embargo el muchacho resulta ser un niño caprichoso y maleducado que constantemente falta al respeto y contradice a Nick. En una parada de descanso camino a Reno, Parker decide revelar a Billy la muerte de su madre lo que altera al niño que huye y es capturado por Slag y algunos secuaces. Nick los sigue hasta un campo de maíz donde los caza y asesina sistemáticamente aunque Slag nuevamente logra huir con vida. Tras verlo en acción, Nick se gana la admiración de Billy, quien a partir de ese momento se muestra cercano a él llamándolo tío Nick y encariñándose ambos. MacCready, furioso al ver que sus hombres no están a la altura de Nick, ordena que contraten algún peleador asiático para derrotarlo.
Al llegar a Reno se encuentran con la novia de Frank, Annie (Lisa Blount), quien acepta llevarlos con Frank. Después de escapar de otro intento de secuestro por parte de los hermanos Pike, otros hombres de MacCready, Annie sugiere que se escondan en la casa de su amiga Colleen (Sharon Shackelford). Annie lleva a Nick al casino de MacCready, donde Frank es forzado a usar sus conocimientos en química fabricando drogas para MacCready. Annie regresa donde Colleen para vigilar a Billy mientras Nick se infiltra y salva a Frank, quien tras descubrir que su amigo está vivo reconoce que todos esos años ha sido torturado por el remordimiento de creerlo muerto por haber huido y dejarlo atrás, aunque el saber que perdió la vista no lo hace sentir mejor; sin embargo Nick demuestra que no guarda resentimientos y aun lo considera su amigo. Una vez libre, Frank se lleva consigo el compuesto clave para la fabricación de las drogas de MacCready y destruye el laboratorio. Evitando la seguridad del casino, Nick y Frank escapan y se dirigen a reunir a Billy con su padre pero encuentran a Colleen muerta. Una nota les indica que lleven el compuesto al penthouse de MacCready en las montañas a cambio de salvar a Billy y Annie.
Conscientes que van a una emboscada, Nick y Frank se arman con bombas de napalm caseras y entran al lugar enfrentando a los hombres que planeaban emboscarlos. Desgraciadamente en un momento se ven sobrepasados y Nick nuevamente se ve abandonado a su suerte en medio de un estudio de sonido donde se encuentra desvalido ya que la retroalimentación de los micrófonos y amplificadores no le permite orientarse, sin embargo descubre que Frank no ha huido, sino que ha salido a cortar la electricidad de la habitación, apagando así los artefactos y luces, dándole la ventaja para masacrar a sus enemigos en la oscuridad y el silencio. 
Después de matar a todos los hombres de MacCready encuentran a éste amenazando a Billy y Annie a punta de pistola. MacCready contrató a un espadachín japonés (Sho Kosugi) para derrotar a Nick, pero después de una lucha épica, Nick gana electrocutando al asesino en una bañera de hidromasaje. Slag aprovecha para disparar a Nick hiriéndolo en el hombro y Nick le arroja su espada, empalándolo. MacCready intenta interferir solo para ser detenido por Frank. Billy escapa e intenta devolver su espada a Nick, pero accidentalmente la arroja al jacuzzi. Cuando Slag, aun vivo, alcanza su arma, Nick usa la katana del asesino para atacarlo, lo corta por la mitad y hace que caiga por la ventana hacia el precipicio.
Frank se reúne con su hijo y Annie, y todos están a punto de irse a San Francisco. Nick deja caer su boleto, eligiendo no ir; Billy sigue a Nick, diciéndole que lo necesita. Nick dice que le gusta Billy, pero que debe regresar con su padre. Luego cruza la calle y desaparece cuando un autobús pasa. Triste por la partida de Nick, Billy tira su dinosaurio de juguete desde un puente donde Nick lo atrapa. Billy llama a Nick una última vez y le dice que lo extrañará cuando Frank alcanza a Billy y se abrazan; Nick sonríe, arroja una lágrima, se pone las gafas de sol y se dirige a Reno por su cuenta, llevando el dinosaurio de Billy como recuerdo.

## Reparto
- Rutger Hauer como Nick Parker.
- Terry O'Quinn como Frank Deveraux.
- Brandon Call como Billy Deveraux.
- Meg Foster como Lynn Deveraux.
- Noble Willingham como Claude MacCready.
- Sho Kosugi como el espadachín japonés.
- Lisa Blount como Annie Winchester.
- Nick Cassavetes como Lyle Pike.
- Rick Overton como Tector Pike.
- Randall "Tex" Cobb como Slag.
- Charles Cooper como Ed Cobb.
- Julia Gonzalez como chica latina.
- Woody Watson como policía corrupto n°1.
- Alex Morris como policía corrupto n°2.
- Mark Fickert como policía en el paradero.
- Weasel Forshaw como Popcorn.
- Roy Morgan como Six Pack.
- Tim Mateer como Snow.
- Sharon Shackelford como Colleen.
- Jay Pennison como guardia del casino n°1.
- Tiger Chung Lee como guardia del casino n°2.
- Brendon Nolan como sargento del ejército.

## Producción
Furia Ciega fue el debut como productor del actor Tim Matheson, quien produjo la película ya que es un fan de la saga de Zatoichi. Matheson y el coproductor Daniel Grodnik, pasaron siete años tratando de encontrar un distribuidor para la película. En 1986, los productores llegaron a un acuerdo con el distribuidor de películas Tri-Star Pictures. Según Grodnik, varios escritores y directores se unieron al proyecto antes que Phillip Noyce fuera contratado como director de la película.
La filmación tuvo lugar en el medio oeste de Estados Unidos, donde el reparto y el equipo debieron lidiar con condiciones climáticas húmedas. De las condiciones climáticas intensas, Matheson declaró: "Rodamos en el Medio Oeste y el Oeste, y fue increíblemente caluroso. Todo ardía. Terminamos comprando una piscina de tres pies para que el elenco y el equipo hicieran frente al calor". Tras terminar el rodaje, se planeó una secuela, pero nunca se concretó.
Hauer ha señalado que es uno de sus "trabajos más difíciles" debido a la combinación de  escenas de espadas y la interpretación de un invidente, por lo que pasó un mes entrenando con Lynn Manning.

## Recepción
En el programa de televisión "Siskel y Ebert and the Movies", los críticos de cine Roger Ebert y Gene Siskel dieron la película "Dos pulgares arriba".
El revisor Ian Jane de "DVD Talk" escribió: "Hauer hace un trabajo encomiable y es bastante convincente como invidente. Al igual que sus antecesores japoneses, hay cierto humor en la historia que se maneja bien sin llegar a ser dominante o ponerse por encima de las secuencias de acción".
Basado en 13 revisiones, en Rotten Tomatoes la película tiene una calificación de 54%, con un promedio de calificación de 4.5 sobre 10.